# Atracis leucophaea
Atracis leucophaea är en insektsart som först beskrevs av Melichar 1902.  Atracis leucophaea ingår i släktet Atracis och familjen Flatidae. Inga underarter finns listade i Catalogue of Life.